# Енігматичні зображення
Енігматичні зображення — у геральдиці загадкові зображення в гербі, що нині майже не підлягають розшифруванню (були зрозумілими свого часу тільки їхнім творцям та власникам гербів, вузькому колові родини). Ці зображення, перенесені з родових гербів до міських гербів, взагалі часто не підлягають тлумаченню. Е.з., походження яких не зафіксоване в документах, сприймаються як історична спадщина. Виникнення Е.з. залежало від волі власника герба, який прагнув увести до гербових фігур відмітний знак особливого вигляду як умовний знак, пароль. Інколи ці зображення були утворені внаслідок багаторазового бездумного копіювання в різні часи тих чи інших фігур, через що ці фігури втратили своє початкове, первісне інформаційне навантаження. Це стосується, зокрема, фігур із живої природи, зображень тварин, що при описі (блазонуванні) гербів у пізніші часи отримали через неякісну графіку зображального джерела той чи інший умовний (на здогад) термін для означення. Так виникли умовні Е.з. Унікальні Е.з. тлумачаться як тимчасово енігматичні.
Серед Е.з. зустрічаються загадкові знаки, літери, девізи. Останні – у вигляді загадкових або дивних висловів із нез'ясованим значенням. До псевдоенігматичних девізів належить складене із послідовно розміщених в алфавітному порядку всіх голосних літер латинського алфавіту гасло "A.E.I.O.U.", яке при розшифровці означало – "Austriae Est Imperare Orbi Universo!" ("Австрії дано повелівати всім світом!"); цей девіз відомий із 12 ст., пізніше вживався Австрійською імперією. Чимало Е.з. є в родових гербах українських старшинських родів, російського дворянства.